# Gianfranco Parolini
Gianfranco Parolini (Roma, 20 de febrero de 1925 - Roma, 26 de abril de 2018) fue un director de cine italiano. También fue guionista, actor, productor y montador. Trabajó sobre todo con Serge Gainsbourg en dos peplums, Samsone y La Furia di Ercole.
Comienza su carrera como script al lado de Roberto Rossellini para la película Los Onze Fioretti de François de Fonament. Pasa rápidamente a la realización trabajando en las películas de otros directores. Gira enormemente de películas entre 1961 y 1977. Toca entonces géneros cinematográficos muy variados (peplums, aventuras y de espionaje, spaghetti western). Con el nombre de "Frank Kramer" (ha utilizado a menudo pseudónimos), conoce un gran éxito comercial con spaguetti westerns como la trilogía Sabata. Después de 1977 solo trabaja esporádicamente y se para definitivamente en 1988.

## Pseudónimos utilizados
- Frank Kramer
- Cehett Grooper
- Robert F. Atkinson
- Frank Littlewords
- Frank Littlewood
- John Francis Littlewords
- John Francis Scott

## Filmografía
Como director
- 1953: Il Bacio dell'Aurora
- 1954: François il contrabbandiere
- 1961: Rocha, el hijo de Sansón (Sansone)
- 1962: Los macabeos (Il Vecchio testamento)
- 1962: Más poderoso que la muerte (La Furia di Ercole)
- 1962: Año 79: La destrucción de Herculano (Anno 79: La distruzione di Ercolano)
- 1963: Los diez gladiadores (I Dieci gladiatori)
- 1964: El infierno de Mekong (Die Diamantenhölle am Mekong) (con el pseudónimo de Frank Kramer)
- 1964: Los tres invencibles (Gli Invincibili tre)
- 1965: Johnny West (Johnny West il mancino) (con el pseudónimo de Frank Kramer)
- 1966: Kommissar X - Jagd auf Unbekannt (con el pseudónimo de Frank Kramer)
- 1966: Kárate en Ceilán (Kommissar X - Drei gelbe Katzen) (con el pseudónimo de Cehett Grooper)
- 1966: Las garras del dragón rojo (Kommissar X - In den Klauen des goldenen Drachen) (con el pseudónimo de Frank Kramer)
- 1966: Las siete magníficas (7 donne per una strage) (codirigida con Sidney W. Pink con el pseudónimo de Cehett Grooper)
- 1967: 3 Superhombres (I Fantastici tre supermen) (con el pseudónimo de Frank Kramer)
- 1967: Comisario X y los tres perros verdes (Kommissar X - Drei grüne Hunde) (no sale en los créditos)
- 1968: Comisario X: Tres panteras azules (Kommissar X - Drei blaue Panther) (con el pseudónimo de Frank Kramer)
- 1968: Si te encuentras con Sartana... ruega por tu muerte (Se incontri Sartana prega per la tua morte) (con el pseudónimo de Frank Kramer)
- 1969: Sabata (Ehi amico... c'è Sabata, hai chiuso!) (con el pseudónimo de Frank Kramer)
- 1969: 5 para el infierno (5 per l'inferno) (con el pseudònim de Frank Kramer)
- 1971: Indio Black (Indio Black, sai che ti dico: Sei un gran figlio di...)  (con el pseudónimo de Frank Kramer)
- 1971: Texas, 1870 (È tornato Sabata... hai chiuso un'altra volta) (con el pseudónimo de Frank Kramer)
- 1972: Besos para ella... puñetazos para todos (Sotto a chi tocca!) (con el pseudónimo de Frank Kramer)
- 1974: Esta vez te hago rico (Questa volta ti faccio ricco!)
- 1975: Nosotros no somos ángeles (Noi non siamo angeli)
- 1976: Seis balas... una venganza... una oración (Diamante Lobo) (con el pseudónimo de Frank Kramer)
- 1977: Yeti: El abominable hombre de las nieves (Yeti - Il gigante del 20. secolo) (con el pseudónimo de Frank Kramer)
- 1987: El secreto del imperio de los Incas (Alla ricerca dell'impero sepolto) (con el pseudónimo de Frank Kramer)
- 1988: Tears in the Rain de Don Sharp (no sale en los créditos)

Como guionista
- 1953: Il Bacio dell'Aurora
- 1958: La rebelión de los gladiadores (La Rivolta dei gladiatori) de Vittorio Cottafavi
- 1959: ¡Qué bella eres, Roma! (Quanto sei bella Roma) de Marino Girolami
- 1961: Los corsarios del Caribe (Il conquistatore di Maracaibo) de Eugenio Martín
- 1961: Goliat contra los gigantes (Goliath contro i giganti) de Guido Malatesta
- 1961: Rocha, el hijo de Sansón (Sansone)
- 1962: Los macabeos (Il Vecchio testamento)
- 1962: Más poderoso que la muerte (La Furia di Ercole)  (como G.F. Parolini)
- 1962: Año 79: La destrucción de Herculano (Anno 79: La distruzione di Ercolano)
- 1963: Los diez gladiadores (I Dieci gladiatori)
- 1964: Fontana di Trevi de Carlo Campogalliani
- 1964: Los tres invencibles (Gli Invincibili tre)
- 1965: Johnny West il mancino (con el pseudónimo de Frank Kramer)
- 1965: Misión especial en Caracas (Mission spéciale a Caracas) de Raoul André
- 1966: Comisario X (Kommissar X - Jagd auf Unbekannt) (con el pseudónimo de Frank Kramer)
- 1966: Las garras del dragón rojo (Kommissar X - In den Klauen des goldenen Drachen) (con el pseudónimo de Frank Kramer)
- 1967: 3 Superhombres (I Fantastici tre supermen)
- 1968: Comisario X: Tres panteras azules (Kommissar X - Drei blaue Panther) (con el pseudónimo de Robert F. Atkinson)
- 1968: Si te encuentras con Sartana... ruega por tu muerte (Se incontri Sartana prega per la tua morte)
- 1969: Oro sangriento (Ehi amico... c'è Sabata, hai chiuso!)
- 1969: 5 para el infierno (5 per l'inferno) (con el pseudónimo de Frank Kramer)
- 1969: Kommissar X - Drei goldene Schlangen de Roberto Mauri (con el pseudónimo de Robert F. Atkinson)
- 1971: Indio Black (Indio Black, sai che ti dico: Sei un gran figlio di...)
- 1971: Texas, 1870 (È tornato Sabata... hai chiuso un'altra volta) (con el pseudónimo de Frank Kramer)
- 1972: Besos para ella... puñetazos para todos (Sotto a chi tocca!) (con el pseudónimo de Frank Kramer)
- 1974: Esta vez te hago rico (Questa volta ti faccio ricco!)
- 1975: Nosotros no somos ángeles (Noi non siamo angeli)
- 1976: Seis balas... una venganza... una oración (Diamante Lobo) (con el pseudónimo de Frank Kramer)
- 1977: Yeti: El abominable hombre de las nieves (Yeti - Il gigante del 20. secolo) ((con el pseudónimo de Frank Kramer)
- 1984: Roma. L'antica chiave dei sensi de Lorenzo Onorati (con los pseudónimos de Frank Kramer y de J.F. Littlewords)
- 1987: El secreto del imperio de los Incas (Alla ricerca dell'impero sepolto) (con el pseudónimo de Frank Kramer)
- 1988: Tears in the Rain de Don Sharp (no sale en los créditos)

Como actor
- 1955: Little Red Monkey de Ken Hughes (con el pseudónimo de Frank Littlewords)
- 1963: I Dieci gladiatori
- 1966: Las garras del dragón rojo (Kommissar X - In den Klauen des goldenen Drachen) (con el pseudónimo de Frank Littlewords)
- 1968: Comisario X: Tres panteras azules (Kommissar X - Drei blaue Panther) (con el pseudónimo de Frank Kramer)
- 1968: Si te encuentras con Sartana... ruega por tu muerte (Se incontri Sartana prega per la tua morte)  (con el pseudónimo de John Francis Littlewords)
- 1969: On the Buses de Stuart Allen (con el pseudónimo de Frank Littlewood)
- 1984: Roma. L'antica chiave dei sensi de Lorenzo Onorati (con el pseudónimo de John Francis Littlewords)
- 1987: El secreto del imperio de los Incas (Alla ricerca dell'impero sepolto) (con el pseudónimo de John Francis Scott)

Como productor
- 1974: Esta vez te hago rico (Questa volta ti faccio ricco!)
- 1977: Yeti: El abominable hombre de las nieves (Yeti - Il gigante del 20. secolo)
- 1984: Roma. L'antica chiave dei sensi de Lorenzo Onorati (con el pseudónimo de Frank Kramer)
- 1987: El secreto del imperio de los Incas (Alla ricerca dell'impero sepolto)

Como montador
- 1969: 5 para el infierno (5 per l'inferno) (no sale en los créditos)
- 1971: Indio Black (Indio Black, sai che ti dico: Sei un gran figlio di...) ' (no sale en los créditos)
- 1971: Texas, 1870 (È tornato Sabata... hai chiuso un'altra volta) (no sale en los créditos)